# Jacob Palis
Jacob Palis (Uberaba, 15 marzo 1940 – Rio de Janeiro, 7 maggio 2025) è stato un matematico brasiliano.

## Biografia
Dopo la laurea in ingegneria all'Università del Brasile (ora Università federale di Rio de Janeiro), studiò all'Università della California a Berkeley con Stephen Smale (medaglia Fields 1996 e premio Wolf 1978), conseguendo la laurea e poi il dottorato in matematica nel 1968, con una tesi dal titolo Sui diffeomorfismi di Morse-Smale (On Morse-Smale Diffeomorphisms).
Dal 1973 tenne una posizione permanente come professore all'Instituto Nacional de Matemática Pura e Aplicada di Rio de Janeiro, istituzione di cui fu direttore dal 1993 fino al 2003.
Fu segretario generale dell'Accademia delle scienze dei paesi in via di sviluppo dal 2004 al 2006, anno nel quale risultò eletto alla carica di presidente. Fu anche presidente dell'Unione matematica internazionale dal 1999 al 2002.
Palis fece parte del consiglio di amministrazione dello Science Initiative Group, istituzione dedicata alla promozione della matematica nei paesi in via di sviluppo.
Palis ricevette numerose medaglie e riconoscimenti. Fu membro straniero di numerose accademie scientifiche, tra cui l'Accademia Nazionale delle Scienze degli Stati Uniti e l'Accademia Francese delle Scienze. Il suo numero di Erdős è 3.

## Interessi di ricerca
I suoi interessi scientifici riguardarono prevalentemente i sistemi dinamici e le equazioni differenziali. Tra i temi da lui trattati, la stabilità globale e l'iperbolicità, le teoria delle biforcazioni, gli attrattori e i sistemi caotici.

## Opere principali

### Articoli
- On Morse-Smale Dynamical Systems, Topology 19, 1969 (385-405)
- Structural Stability Theorems, con Stephen Smale, Proceedings of the Institute on Global Analysis, American Math. Society, Vol. XIV, 1970 (223-232)
- Cycles and Bifurcations Theory, with Sheldon E. Newhouse, Asterisque 31, Société Mathématique de France, 1976 (44-140)
- The Topology of Holomorphic Flows near a Singularity, with C. Camacho and Nicolaas Kuiper, Publications Math. Institut des Hautes Études Scientifiques 48, 1978 (5-38)
- Moduli of Stability and Bifurcation Theory, Proceedings of the International Congress of Mathematicians, Helsinki, 1978 (835-839)
- Stability of Parameterized Families of Gradient Vector Fields, with Floris Takens, Annals of Mathematics 118, 1983 (383-421)
- Cycles and Measure of Bifurcation Sets for Two-Dimensional Diffeomorphisms, with Floris Takens, Inventiones Mathematicae 82, 1985 (397-422)
- Homoclinic Orbits, Hyperbolic Dynamic and Fractional Dimensions of Cantor Sets (Lefschetz Centennial Conference) Contemporary Mathematics - American Mathematical Society, 58, 1987 (203-216)
- Hyperbolicity and Creation of Homoclinic Orbits, with Floris Takens, Annals of Mathematics 125, 1987 (337-374)
- On the C1 Omega-Stability Conjecture, Publications Math. Institut des Hautes Études Scientifiques, 66, 1988 (210-215)
- Bifurcations and Global Stability of Two-Parameter Families of Gradient Vector Fields with M. J. Carneiro, Publications Math. Institut des Hautes Études Scientifiques 70, 1990 (103-168)
- Homoclinic Tangencies for Hyperbolic Sets of Large Hausdorff Dimension, con Jean-Christophe Yoccoz, Acta Mathematica 172, 1994 (91-136)
- High Dimension Diffeomorphisms Displaying Infinitely Many Sinks, con Marcelo Viana, Annals of Mathematics 140, 1994 (207 - 250)
- A Global View of Dynamics and a Conjecture on the Denseness of Finitude of Attractors, Astérisque, France, v. 261, pp. 339 – 351, 2000
- Homoclinic tangencies and fractal invariants in arbitrary dimension, con Carlos Gustavo Moreira e Marcelo Viana, C R Ac Sc Paris., 2001
- Nonuniformily hyperbolic horseshoes unleashed by homoclinic bifurcations and zero density of attractors, con Jean-Christophe Yoccoz, Compte Rendus Ac Sc, Parigi, 2001

### Libri
- Geometric Theory of Dynamical Systems, (con Welington de Melo) Springer, 1982 (tradotto anche in portoghese, russo e cinese)
- Hyperbolicity and Sensitive-Chaotic Dynamics at Homoclinic Bifurcations, Fractal Dimensions and Infinitely Many Attractors, (con Floris Takens) Cambridge University Press, 1993; 2ª ed. 1994

## Riconoscimenti (parziale)
- Premio Balzan
  - 2010 - Premio per la matematica[4][5]